# Assemblée de Saint-Vincent-et-les-Grenadines
XIe législature
Bâtiment du palais de justice
L'Assemblée de Saint-Vincent-et-les-Grenadines (en anglais : House of Assembly of Saint Vincent and the Grenadines) est l'organe législatif monocaméral de Saint-Vincent-et-les-Grenadines.

## Composition
L'Assemblée est composée de 21 à 23 membres élus pour cinq ans, dont 15 représentants au scrutin uninominal majoritaire à un tour dans autant de circonscriptions. Six autres membres — dits sénateurs — sont nommés par le gouverneur général, dont quatre sur proposition de la majorité au pouvoir et deux sur celle de l'opposition. Enfin, Le président de l'assemblée et le procureur général sont de droit membres ex officio s'ils ne sont pas déjà issus des rangs de l'assemblée. Le vote n'est pas obligatoire.

## Histoire
En tant que colonie de la couronne britannique, Saint Vincent est doté d'un gouvernement colonial suppléé par une Assemblée représentative non élue et sans pouvoirs propres. En 1925 cependant, l'assemblée fait place à un  Conseil législatif doté de pouvoirs en la matière. Une partie de ses membres ne seront néanmoins élus au suffrage universel direct qu'à partir de 1951.
Le Conseil comporte alors quatorze sièges, dont six non élus. Est ainsi membre le gouverneur de la colonie, dit Administrateur, représentant de la Couronne. Deux membres siègent également d'office  : le procureur de la couronne et le trésorier, ainsi que trois membres nommés par le gouverneur. Enfin, huit membres sont élus au scrutin uninominal majoritaire à un tour par la population. Le nombre de ces derniers passe à neuf pour les élections de 1961, avec un membre nommé en moins. 
L'autonomie de l'île obtenue le 27 octobre 1969 en matière de politique interne entraîne un changement de nom pour celui anglais de House of Assembly (littéralement Chambre d'assemblée, simplifié en assemblée en français) qui sera conservé au moment de l'indépendance exactement dix ans plus tard. L'ensemble des treize sièges, passé à quinze en 1989 est depuis élu au suffrage universel direct, toujours selon le mode de scrutin uninominal majoritaire à un tour.

## Pouvoirs
Le Premier ministre et ses ministres sont issus de l'assemblée, qui contrôle l'exécutif.

## Composition actuelle
| Parti | Parti                            | Représentants | Sénateurs | Total |
| ----- | -------------------------------- | ------------- | --------- | ----- |
|       | Parti travailliste uni (PTU)     | 9             | 4         | 13    |
|       | Nouveau Parti démocratique (NPD) | 6             | 2         | 8     |
| Total | Total                            | 15            | 6         | 21    |

| Majorité absolue |     |  |
| ↓                |     |  |
| 13               | 8   |  |
| PTU              | NPD |  |